# Superammasso di Perseo-Pegaso A
Il Superammasso di Perseo-Pegaso A (SCl 211) è un superammasso di galassie situato nelle costellazioni di Perseo e Pegaso alla distanza di 120 milioni di parsec dalla Terra (circa 391 milioni di anni luce).
Si stima una lunghezza di circa 24 milioni di parsec e fa parte di una struttura gerarchicamente superiore, il Filamento di Perseo-Pegaso.
È costituito dagli ammassi di galassie Abell 2572, Abell 2589, Abell 2593 e Abell 2657.
| Nome       | R.A. (J2000)  | Dec (J2000)  | Numero galassie | Redshift (z) | Distanza (milioni di anni luce) | Nomi alternativi                    |
| ---------- | ------------- | ------------ | --------------- | ------------ | ------------------------------- | ----------------------------------- |
| Abell 2572 | 23h 18m 23.6s | +18° 44′ 25″ | 32              | 0,0403       | 518                             | ZwCl 2318.0+1910, ClG 2315.9+1828   |
| Abell 2589 | 23h 23m 53.5s | +16° 48′ 32″ | 40              | 0,0414       | 523                             | MCXC J2323.8+1648, ClG 2321.4+1633  |
| Abell 2593 | 23h 24m 20.2s | +14° 39′ 04″ | 42              | 0,0413       | 522                             | ZwCl 2322.4+1427, MCXC J2324.3+1439 |
| Abell 2657 | 23h 44m 51.0s | +09° 08′ 40″ | 51              | 0,0402       | 508                             | ZwCl 2343.4+0845, MCXC J2344.9+0911 |